# Der Verbrecher aus verlorener Ehre
Der Verbrecher aus verlorener Ehre – eine wahre Geschichte ist ein Kriminalbericht Friedrich Schillers, der 1786 zunächst unter dem Titel „Verbrecher aus Infamie“ veröffentlicht wurde.

## Inhalt
Christian Wolf, auch ‚der Sonnenwirt‘ genannt, ist der Sohn einer verwitweten Gastwirtin. Er wird aus Geldnot Wilddieb, da er seine Geliebte Johanne mit Geschenken beeindrucken will, weil er aufgrund seines Äußeren wenig anziehend wirkt. Sein Nebenbuhler Robert, ein Jägerbursche, ertappt ihn bei der Wilderei und erstattet Anzeige. Wolf kann sich von seiner Strafe freikaufen, begeht jedoch weiterhin Wilddiebstahl, da die Zahlung der Geldstrafe seine gesamten Ersparnisse aufgebraucht hat. Robert zeigt ihn erneut an. Infolgedessen kommt Christian ein Jahr ins Zuchthaus. Nach Verbüßung seiner Strafe sucht er nach einer Anstellung, wird jedoch bei Handwerkern und Bauern abgewiesen. Selbst die Arbeit als Schweinehirt wird ihm verwehrt. Er wird ein weiteres Mal rückfällig und zu drei Jahren Strafarbeit auf einer Festung verurteilt. Dort lassen ihn die harten Lebensumstände und der schlechte persönliche Einfluss der anderen Gefangenen Hass auf alle Menschen sowie auch Rachegefühle entwickeln. Nach der dritten Strafe beschließt er, seine Verbrechen fortan aus Vorsatz und Vergnügen und nicht mehr aus Not heraus zu begehen. Als er eines Tages gerade einen Hirsch schießen will, entdeckt er seinen Rivalen Robert, der ebenfalls das Tier anvisiert. Christian wägt ab, ob er Robert töten oder die Flucht ergreifen soll. Seine Rachegelüste überwiegen und er schießt Robert hinterrücks nieder. Bald ergreift ihn die Reue, und er wünscht sich, die Tat ungeschehen machen zu können.
Auf seiner Flucht vom Tatort spricht ihn ein Räuber an, der ihn zunächst überfallen will, aber Respekt zeigt, als sich Christian als der ortsbekannte Wilderer zu erkennen gibt. Erfreut, nicht ganz aus jeder menschlichen Gesellschaft verstoßen zu sein, schließt sich Christian der Räuberbande an und wird sogar ihr Hauptmann. Wolf wird durch eine Reihe von Einbrüchen und Raubzügen im Umkreis berüchtigt. Er bemerkt jedoch bald, dass die Freundschaft in der Bande eine Illusion ist. Als ein Kopfgeld auf ihn ausgesetzt wird, bekommt er Angst, verraten zu werden. Weil Selbstwertgefühl und Ehrbewusstsein in ihm noch nicht ganz erloschen sind, will er auf irgendeine Weise in die Gesellschaft zurückkehren. Er beschließt, den Rest seines Lebens als Soldat zu dienen. Er schreibt mehrere Briefe an den Landesfürsten, in denen er um Gnade bittet, wenn er sich dem Kriegsheer anschließt. Da die Briefe unbeantwortet bleiben, versucht er, nach Preußen zu fliehen, um dort in den Militärdienst zu gehen. Bei einer Grenzkontrolle glaubt er – als gesuchter Verbrecher – erkannt worden zu sein und zieht eine Pistole. Er wird überwältigt und verhaftet. Dem Amtmann gegenüber offenbart Christian nach einem Tag in Haft freiwillig seine Identität. Christian Wolf wird schließlich für seine Taten hingerichtet.

## Entstehung
Die Erzählung beruht auf einer wahren Begebenheit, die wahrscheinlich Jakob Friedrich von Abel, Schillers Lehrer auf der militärisch organisierten Karlsschule, den Schülern mitteilte. Dessen Vater hatte als Amtmann den »Sonnenwirtle« genannten Johann Friedrich Schwan verhaftet. Abel hatte die Begebenheit dann als „Der Fall Friedrich Schwahn“ in seine „Sammlung und Erklärung merkwürdiger Erscheinungen aus dem menschlichen Leben“ Band 2, 1787 aufgenommen. Das Thema erneuerte Hermann Kurz in „Der Sonnenwirt. Schwäbische Volksgeschichte aus dem vorigen Jahrhundert“ (Frankfurt, 1855).

## Interpretation und Bewertung aus heutiger Sicht
Der Kriminalbericht ist zunächst als Zeugnis seiner Zeit zu sehen. Der Stand des Adels weist die typischen Privilegien wie das Jagdrecht auf, dessen Missachtung eine unverhältnismäßige Bestrafung zur Folge hat. Im Gegensatz zu vielen anderen frühen Werken geht es Schiller in „Der Verbrecher aus verlorener Ehre“ nicht um spezifische Kritik am Absolutismus, sondern um die Betrachtung und Achtung des Menschen als Individuum. Auf der einen Seite kritisiert er an der Leserschaft das mangelnde empathische Vermögen, vielmehr stehe der Unterhaltungswert und nicht der Lehrwert im Vordergrund. Auf der anderen Seite stellt er das damalige Rechtssystem in Frage, das wenig Spielraum für das Naturrecht lasse. Es sei streng und sehe keine Gnade oder Resozialisation vor. Schiller will auch ein Gegenbeispiel zu dem Ideal der Harmonie von Neigung und Pflicht zeigen, indem er den Verbrecher diese Tat sofort bereuen lässt.

## Textausgaben
- Friedrich Schiller: Der Verbrecher aus verlorener Ehre. (= RUB. 19184). Studienausgabe. Hrsg. von Alexander Košenina. Reclam, Stuttgart 2014, ISBN 978-3-15-019184-2.

## Sekundärliteratur
- R. Bernhardt: Friedrich Schiller: Der Verbrecher aus verlorener Ehre. (= Königs Erläuterungen und Materialien. Band 469). C. Bange Verlag, Hollfeld 2008, ISBN 978-3-8044-1872-1.
- Reiner Poppe: Friedrich Schiller: Der Verbrecher aus verlorener Ehre. (= Lektüreschlüssel für Schüler). Philipp Reclam jun. Stuttgart, 2005. ISBN 3-15-015353-0.
- Horst Brandstätter: Friedrich Schiller: Der Verbrecher aus verlorener Ehre – Eine wahre Geschichte von Friedrich Schiller. Aufs Neue ans Licht geholt und mit Erkundungen zum Dichter- und Räuberleben der republikanischen Freiheit des lesenden Publikums anheimgestellt. Klaus Wagenbach, Berlin 1984, ISBN 3-8031-2117-5.